# Pleurophora saccocarpa
Pleurophora saccocarpa är en fackelblomsväxtart som beskrevs av Emil Bernhard Koehne. Pleurophora saccocarpa ingår i släktet Pleurophora och familjen fackelblomsväxter. Inga underarter finns listade i Catalogue of Life.